# Winter Haven
Winter Haven város az Amerikai Egyesült Államok Florida államában, Polk megyében. Lakosainak száma 49 219 fő (2020. április 1.).

## Közlekedés
A települést érinti az Amtrak két távolsági vasúti járata is, a Silver Meteor és a Silver Star.

## Népesség
A település népességének változása:

| 2010 | 33 874 |
| 2020 | 49 219 |

## Látványosságok
- Legoland Florida